# Heterophyes dispar
Heterophyes dispar ist ein zu den Saugwürmern gehörender Parasit des Dünndarms. Endemiegebiete sind der östliche Mittelmeerraum, der Nahe Osten und die thailändische Provinz Kalasin. Endwirte sind Hunde, Katzen, Wölfe und Füchse, er kann aber selten auch beim Menschen auftreten. Der Parasit ist einer der Auslöser der Heterophyose. Er wurde erstmals bei Hunden und Katzen in Ägypten nachgewiesen. Humane Infektionen sind aus dem Sudan, Saudi-Arabien und Thailand bekannt. In einer Studie aus Kuwait wurde der Parasit bei 11 % der Streuner-Katzen nachgewiesen und war damit der zweithäufigste Saugwurm.

## Lebenszyklus
Wie alle Heterophyes-Arten hat Heterophyes dispar einen Lebenszyklus über zwei Zwischenwirte. Der erste sind Süß- und Brackwasserschnecken, in denen die Zerkarien heranreifen. Diese dringen durch die Schuppen in den zweiten Zwischenwirt, zahlreiche Süß- und Brackwasserfische, ein. Dort entstehen die infektiösen Metazerkarien, die in Zysten in der Muskulatur heranreifen. Nachgewiesen wurden sie bei Meeräschen, Epinephelus enaeus, Buntbarschen der Gattung Tilapia, Stachelmakrelen der Gattung Lichia, Barbus canis, der Seezunge Solea vulgaris und Sciaena aquilla. Endwirte nehmen die Metazerkarien mit rohem oder ungenügend erhitzten Fischen auf.

## Merkmale
Adulte sind elliptisch oder birnenförmig und 943 × 318 µm groß. Der Mundsaugnapf liegt terminal bis subterminal und misst 54 × 67 µm. Der Präpharynx ist 64 µm lang, der Pharynx misst 48 × 45 µm. Der Ösophagus ist 159 µm lang. Der Bauchsaugnapf ist 126 × 150 µm groß. Der Genitalsaugnapf ist klein und mit 15 bis 35 Stacheln bewehrt und liegt an der unteren linken Seite des Bauchsaugnapfs. Das Ovar ist rund und 73 × 64 µm groß. Die beiden Hoden sind etwa 110 × 70 µm groß. Das Receptaculum seminis befindet sich an der unteren rechten Seite des Ovars. Die zahlreichen Eier sind 25 × 10 µm groß. Wesentlicher Unterschied zu anderen Heterophyes Spezies besteht in der Anzahl der Fortsätze am Gonotyl. Es sind deutlich weniger als bei Heterophyes heterophyes und Heterophyes nocens, aber etwas mehr als bei Heterophyes aequalis. Zudem reichen die beiden Blinddärme bis zum hinteren Rand beider Hoden, bei Heterophyes aequalis nur bis zu den vorderen Rändern.